# 피그미토끼
피그미토끼(Brachylagus idahoensis)는 토끼목 토끼과에 속하는 포유류의 일종이다. 북아메리카에서 서식하는 굴을 파서 생활하는 2종의 토끼 중의 하나이다. 피그미토끼속(Brachylagus)의 유일종이다.